# Copa Pelé
La Copa Pelé también conocida como Copa Mundial de Másters o Mundial de Señores o Copa Mayores de 35 fue un mundialito (minimundial) de fútbol de másteres disputado entre finales de la década de 1980 y mediados de la década de 1990. Los señores o másters eran futbolistas entre edades de 35 años a más y que ya no jugaban más al fútbol. En 1990 el torneo fue modificado para másteres. Las ediciones hasta 1991 fueron organizadas por Rede Bandeirantes. En 1993 el torneo fue organizado por la "International Federation of Master Football (Federación Internacional de Fútbol Máster)". La primera edición tuvo como invitado a Pelé quien jugó algunos minutos para Brasil. El técnico de la selección máster de Brasil era el narrador deportivo Luciano do Valle.
Se jugaron solamente 6 ediciones, las tres primeras ediciones se realizaron en Brasil, la cuarta edición se realizó en Estados Unidos, la quinta edición se realizó en Austria e Italia, y la última en Austria.

## Competiciones
Las dos primeras ediciones fueron llamadas Mundialito de Señores o Copa Pelé, la tercera Copa Crack de Másters o Copa Zico y las tres últimas Copa Mundial de Másters.
| Año          | Sede             |           | Campeón        | Final Resultados | Subcampeón             |                        | Tercero                | Resultados | Cuarto |
| 1987 Detalle | Brasil           | Argentina | 1:0            | Brasil           | Uruguay                | Lig.                   | Alemania Federal       |            |        |
| 1989 Detalle | Brasil           | Brasil    | 4:2            | Uruguay          | Italia                 | Lig.                   | Argentina              |            |        |
| 1990 Detalle | Brasil           | Brasil    | 5:0            | Países Bajos     | Argentina              | 3:2                    | Italia                 |            |        |
| 1991 Detalle | Estados Unidos   | Brasil    | 2:1            | Argentina        | Italia                 | 2:1                    | Uruguay                |            |        |
| 1993 Detalle | Austria e Italia | Italia    | 2:0            | Austria          | Alemania               | w.o.                   | Brasil                 |            |        |
| 1995 Detalle | Austria          | Brasil    | 1:1 (3:2 pen.) | Argentina        | Alemania e Italia n.r. | Alemania e Italia n.r. | Alemania e Italia n.r. |            |        |

## Palmarés
| Equipo                      | Campeón | Subcampeón | Tercer lugar | Cuarto lugar |
| --------------------------- | ------- | ---------- | ------------ | ------------ |
| Brasil                      | 4       | 1          | 0            | 1            |
| Argentina                   | 1       | 2          | 1            | 1            |
| Italia                      | 1       | 0          | 3            | 1            |
| Uruguay                     | 0       | 1          | 1            | 1            |
| Países Bajos                | 0       | 1          | 0            | 0            |
| Austria                     | 0       | 1          | 0            | 0            |
| Alemania Federal / Alemania | 0       | 0          | 2            | 1            |